# MD 452 Mystère
A Dassault MD 452 Mystère francia transzszonikus vadászbombázó repülőgép, melyet az 1950-es években alakítottak ki a sikeres MD 450 Ouragan továbbfejlesztésével. Az eredetileg egyenes szárnyú repülőgép nyilazott szárnyat és erősebb hajtóművet kapott, emellett változtattak a fegyverzeten is. Ez volt az első francia repülőgép, amely 1951. október 28-án átlépte a hangsebességet. Erősebb változatát, a Dassault MD.454 Mystère IV-et exportálták Indiába és Izraelbe  is, előbbiek az 1965-ös Indiai-pakisztáni háborúban, az Izraeli Légierő gépei a hatnapos háborúban vettek részt. A repülőgép továbbfejlesztésével hozták létre az Étendard és Super Étendard, valamint a rendkívül elterjedt Mirage III vadászbombázót is.

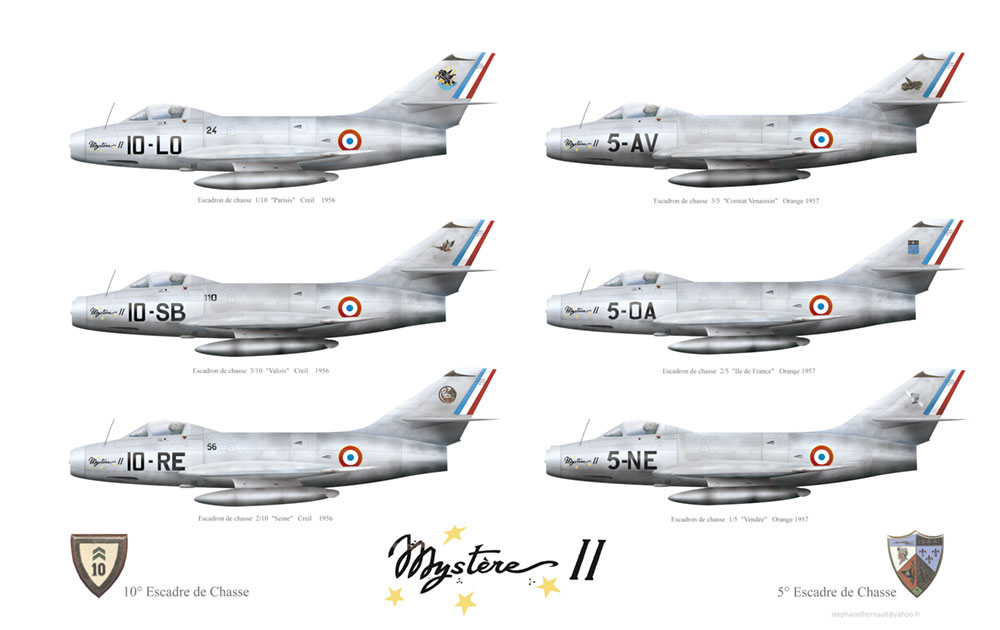
Dassault MD.452 Mystère.
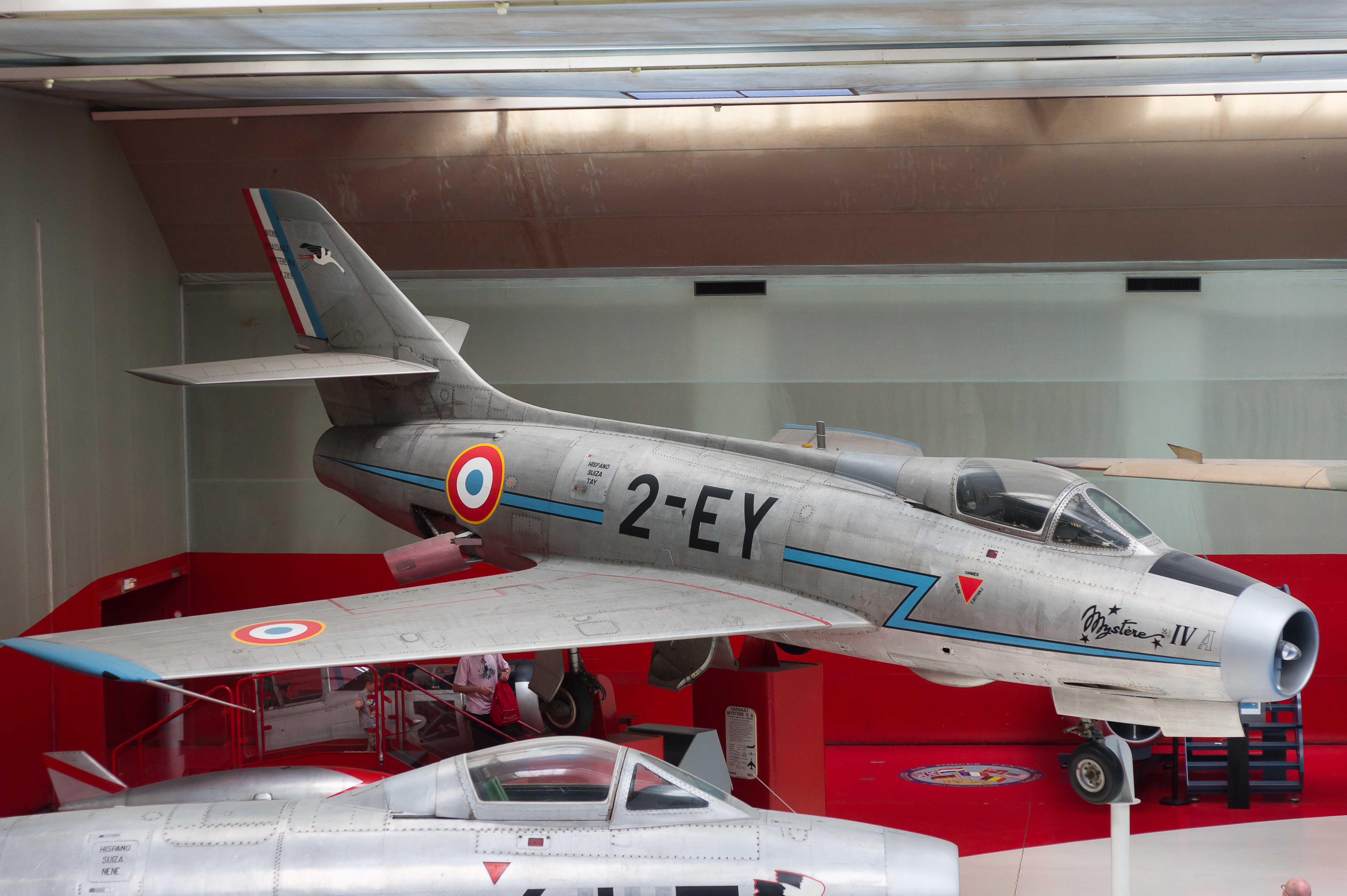
A továbbfejlesztett Dassault Mystère IV.
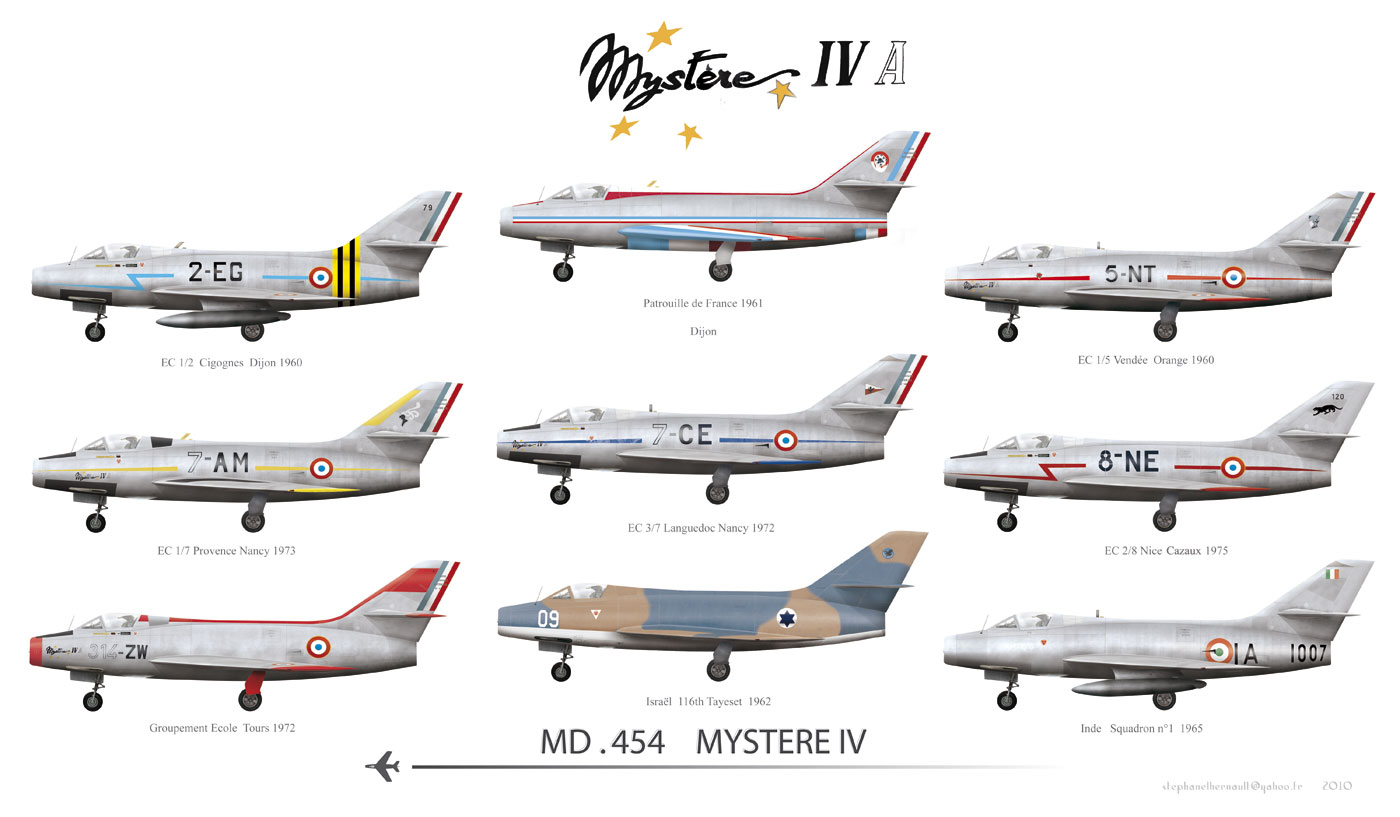
Dassault MD.454 Mystère IV.